# Africada lateral palatal sonora
A africada lateral palatal sonora é um tipo de som consonantal, usado em algumas línguas faladas. Ele pode ser representado de duas maneiras: usando o IPA como ⟨ɟʎ̝⟩ ou usando o sinal não IPA para a fricativa lateral palatal expressa como /ɟ̬ /.

## Características
- Sua forma de articulação é africada, o que significa que é produzida primeiro interrompendo totalmente o fluxo de ar, depois permitindo o fluxo de ar através de um canal restrito no local de articulação, causando turbulência.[1][2]
- Seu local de articulação é palatino, o que significa que é articulado com a parte média ou posterior da língua elevada ao palato duro.[1][2]
- Sua fonação é expressa, o que significa que as cordas vocais vibram durante a articulação.[1][2]
- É uma consoante oral, o que significa que o ar só pode escapar pela boca.[1][2]
- É uma consoante lateral, o que significa que é produzida direcionando o fluxo de ar para os lados da língua, em vez de para o meio.[1][2]
- O mecanismo da corrente de ar é pulmonar, o que significa que é articulado empurrando o ar apenas com os pulmões e o diafragma, como na maioria dos sons.[1][2]

## Ocorrência
| Língua  | Palavra                | AFI | Significado | Notas |
| ------- | ---------------------- | --- | ----------- | ----- |
| Sandawe | [ exemplo necessário ] |     |             |       |